# 부평깡통시장

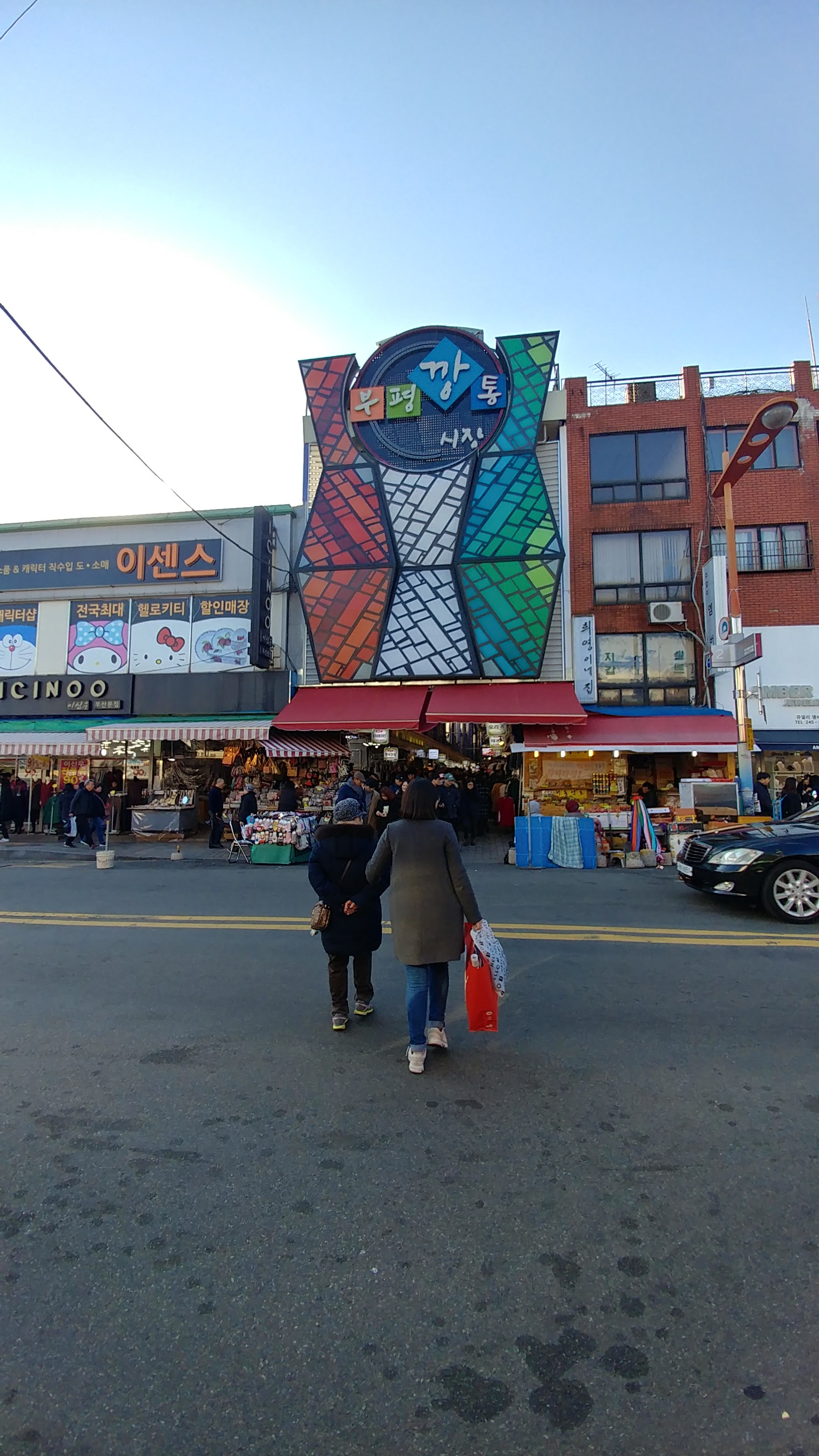
부평깡통시장

부평깡통시장은 부산광역시 중구 중구로 39번길 32에 위치한 시장으로 국제시장, 자갈치시장과 함께 부산을 대표하는 시장 중 하나이다. 과거부터 부평동 일대에 장이 열리던 것이 1876년 강화도 조약이 체결된 이후 이곳에 일본인이 거주하기 시작하고 이 곳에서 장을 보기 시작하면서 '한일시장'이라는 이름이 붙여졌다. 이후 1915년 일제에 의해 공설시장으로 지정되고 명칭도 '부평정시장'으로 바뀌었고 해방 이후엔 이름이 '부평시장'으로 바뀌고 이 곳에서 미군 군수품을 들여와 팔기 시작했고 특이 미군 통조림을 많이 팔았기에 부평깡통시장이라는 별칭이 붙게 되어 지금까지 이어져오고 있다.
이 곳에는 특히 먹거리로 유명한데, 그 중에서도 비빔당면과 유부주머니전골이 제일 유명하다.